# Julio Teodoro Salem Gallegos
Julio Teodoro Salem Gallegos (Riobamba, 26 de septiembre de 1900 – Quito, 3 de septiembre de 1968) fue un terrateniente y político ecuatoriano de origen libanés.

## Biografía

### Vida política
Fue miembro del Partido Liberal Radical y fue elegido al Congreso en 1934, también se desempeñó como ministro de Obras Públicas, así como miembro de la Junta de Gobierno de Ecuador desde el 29 de mayo hasta el 31 de mayo de 1944 después de la destitución de Carlos Arroyo del Río.

## Obra literaria
- Mi lucha contra la corrupción: testimonio. Editor: Kan sasana Printer, 2003 - 275 p. ISBN 9978429379, ISBN 9789978429372

## Homenajes
- En su honor, en Quito una calle lleva su nombre.[2]

## Sucesión
| Predecesor: Carlos Alberto Arroyo del Río | Vocal de la Junta de Gobierno 1944 | Sucesor: José María Velasco Ibarra |